# Tunnel du Chambon
Le tunnel du Chambon est un tunnel  situé en Isère (France), sur la route départementale 1091. Construit en 1935 en parallèle de la réalisation du barrage du Chambon, il permet le passage de la RD 1091 (ex-RN 91) qui relie l'Isère au nord des Hautes-Alpes. Le 10 avril 2015, il est fermé, sa structure étant endommagée par un glissement de terrain qui affecte les roches dans lesquelles il était foré. Des travaux de dérivation vers la roche saine en arrière de la zone affectée permettent une réouverture définitive le 15 décembre 2017.
Il existait deux tunnels très proches sur le site : le grand tunnel du Chambon et le petit tunnel du Chambon, l'appellation tunnel du Chambon faisant généralement référence au grand tunnel du Chambon. Après 2015, le tunnel passant plus en profondeur du massif pour éviter les mouvements de terrain, le petit tunnel est fermé et le grand tunnel sort juste au nord de la tête de l'ancien petit tunnel.

## Géographie

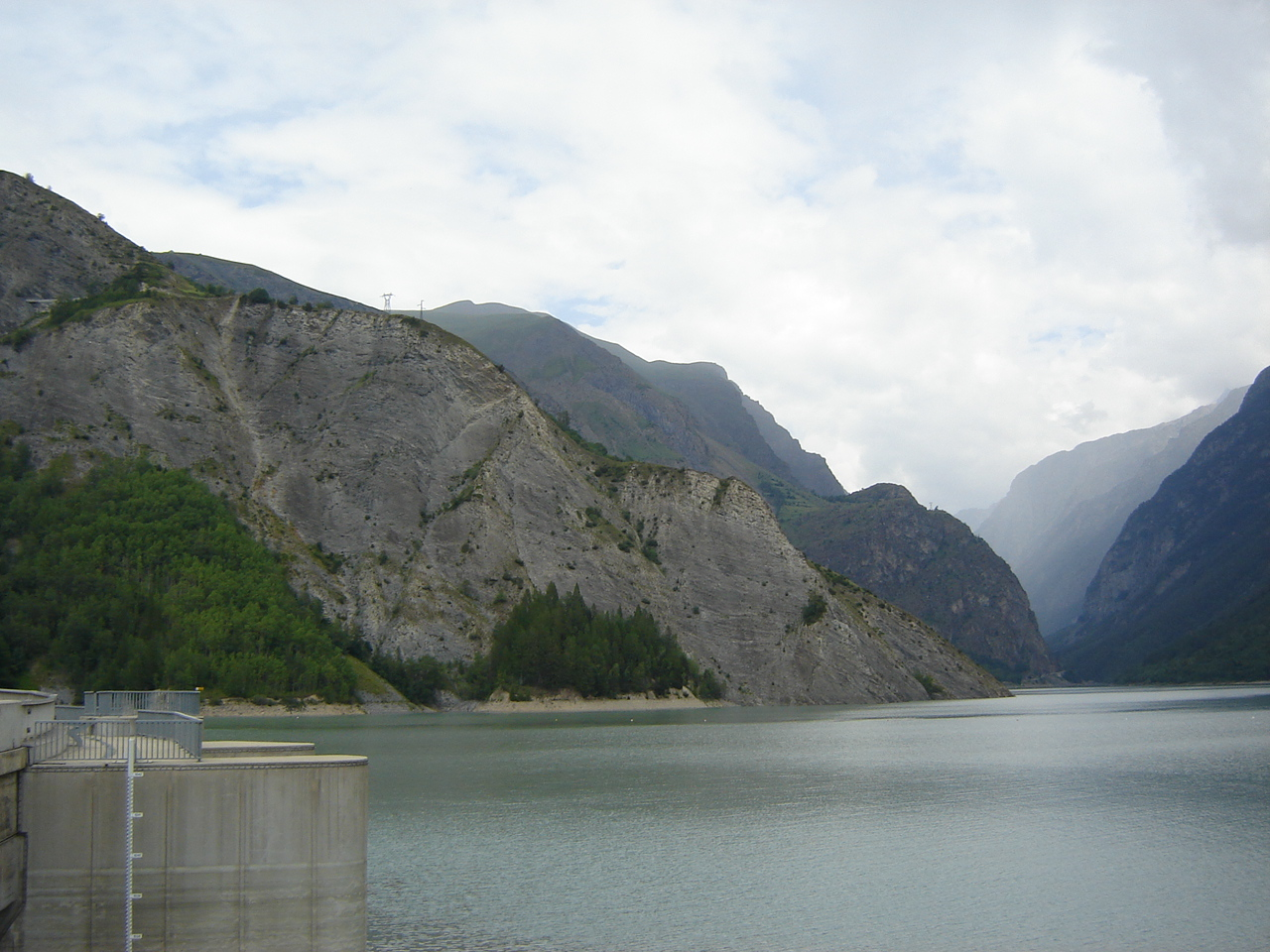
Vue depuis le barrage du Chambon du lac de retenue et de l'éperon rocheux que traverse le tunnel.

Le tunnel est percé sur le flanc méridional d'un sommet du massif des Arves, à travers un éperon rocheux non loin du village de Mizoën, juste en aval des hameaux des Aymes et de Singuigneret et au-dessus du lac du Chambon.

## Histoire

### Construction
Le tunnel est construit en 1935 tandis que le barrage du Chambon est réalisé. En effet, le barrage hydroélectrique occasionnant la formation d'un lac de retenue noyant la route historique qui passait en fond de vallée, il est nécessaire de créer un autre accès routier contournant le lac. Cet accès, situé en rive nord du lac, rend obligatoire la construction de deux tunnels : le Grand tunnel du Chambon et un ouvrage plus court situé en enfilade de celui-ci.

### Pendant la Seconde Guerre mondiale
Durant la Seconde Guerre mondiale, le tunnel a été miné par les résistants locaux. Lors de la retraite des troupes allemandes le 11 août 1944 en direction de Grenoble, des otages civils sont obligés de marcher devant les troupes militaires. Dans le tunnel du Chambon, l'explosion d'une mine fait plusieurs morts et blessés. Une plaque commémorative des victimes a été placée par la suite dans le tunnel, puis déplacée à la maison d'accueil de la vallée du Ferrand située le long de la RD 1091 peu avant l'entrée du tunnel côté Isère,,.

### Fermeture, travaux et réouverture (2015-2017)

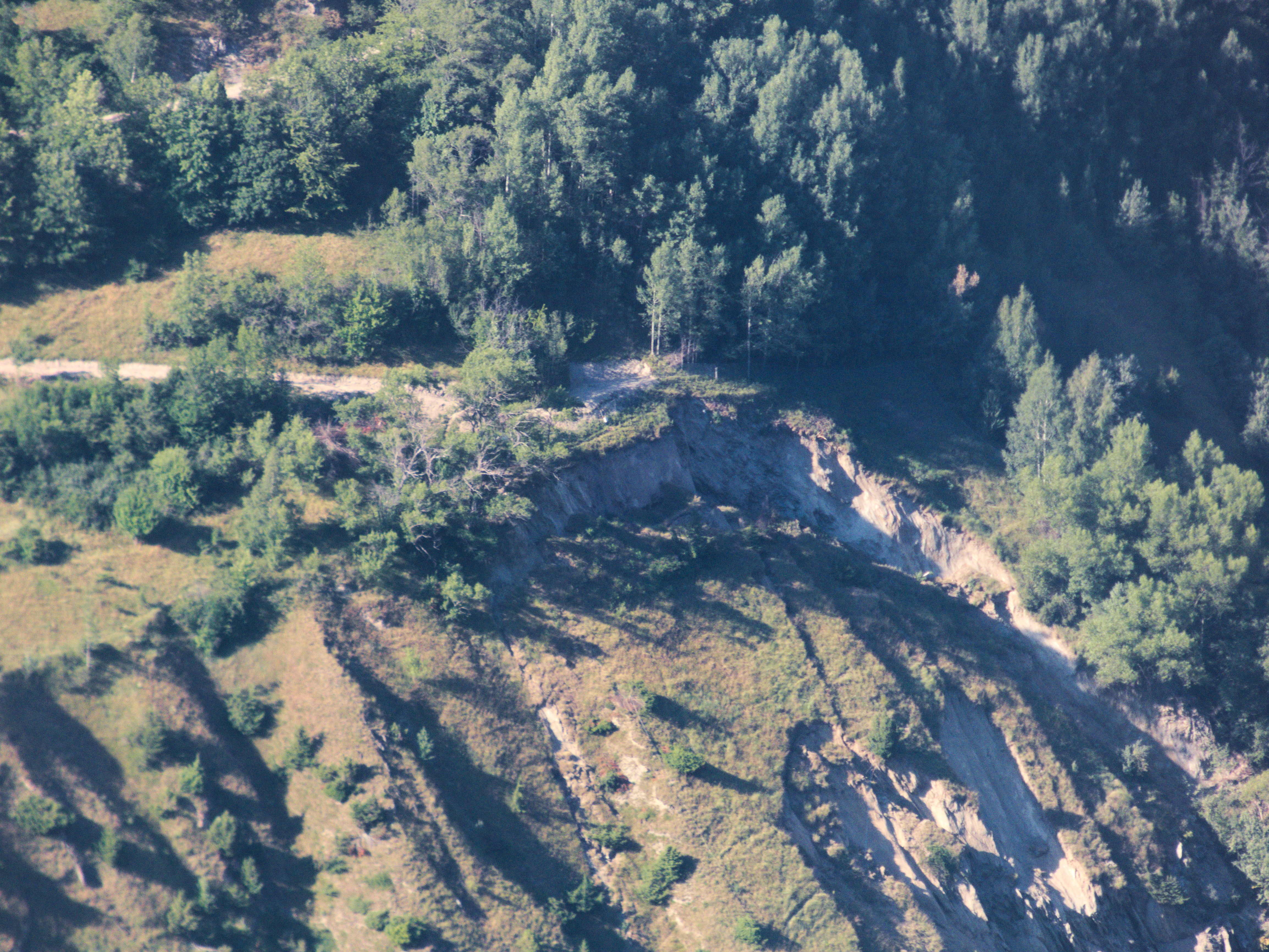
Fissure sommitale du glissement de terrain menaçant le tunnel passant en dessous.

À partir du début 2015, une partie de l'éperon rocheux qui surplombe le tunnel subit un glissement de terrain qui met en péril l'intégrité physique du tunnel avec des déformations, des affaissements de la chaussée et l'effondrement d'une partie de la voûte, ce qui oblige les autorités locales à fermer la route le 10 avril. Pour un temps, la Haute Romanche, et notamment le canton de La Grave, n'est plus reliée au reste de la vallée et à l'agglomération grenobloise que par de très longs détours : soit la route Napoléon (N85) via La Mure, Gap et Briançon, soit le col du Galibier, mettant en péril son économie fortement dépendante du tourisme,.
Quelques semaines après la fermeture, une liaison fluviale par le lac du Chambon est mise en place dans l'urgence pendant que des travaux de consolidation du tunnel sont engagés. Ces derniers sont cependant rapidement interrompus, lorsqu'il devient évident que le mouvement géologique est d'une ampleur qui va nécessiter le forage d'un tunnel de dérivation dans la roche saine derrière la partie endommagée du tunnel,. La liaison fluviale est également interrompue, devant le risque pour la navigation que représentent les vagues qu'un éboulement brutal provoquerait. Pendant quelques jours, lorsque cela est possible, les habitants des villages alentour ayant la nécessité de franchir l'obstacle contournent à pied le site du tunnel et du glissement de terrain sur un chemin de randonnée en montagne. Par la suite, pendant quelques semaines, une navette héliportée transporte quotidiennement environ soixante-dix personnes résidentes des communes de La Grave et Villar-d'Arène afin qu'elles puissent faire la liaison entre leur lieu d'habitation et leur lieu de travail situé de l'autre côté du tunnel. Au bout de quelques semaines, la reprise des navettes par bateaux redevient la solution de transport de remplacement et les navettes héliportées cessent.

#### Ouverture de la route de secours RS 1091

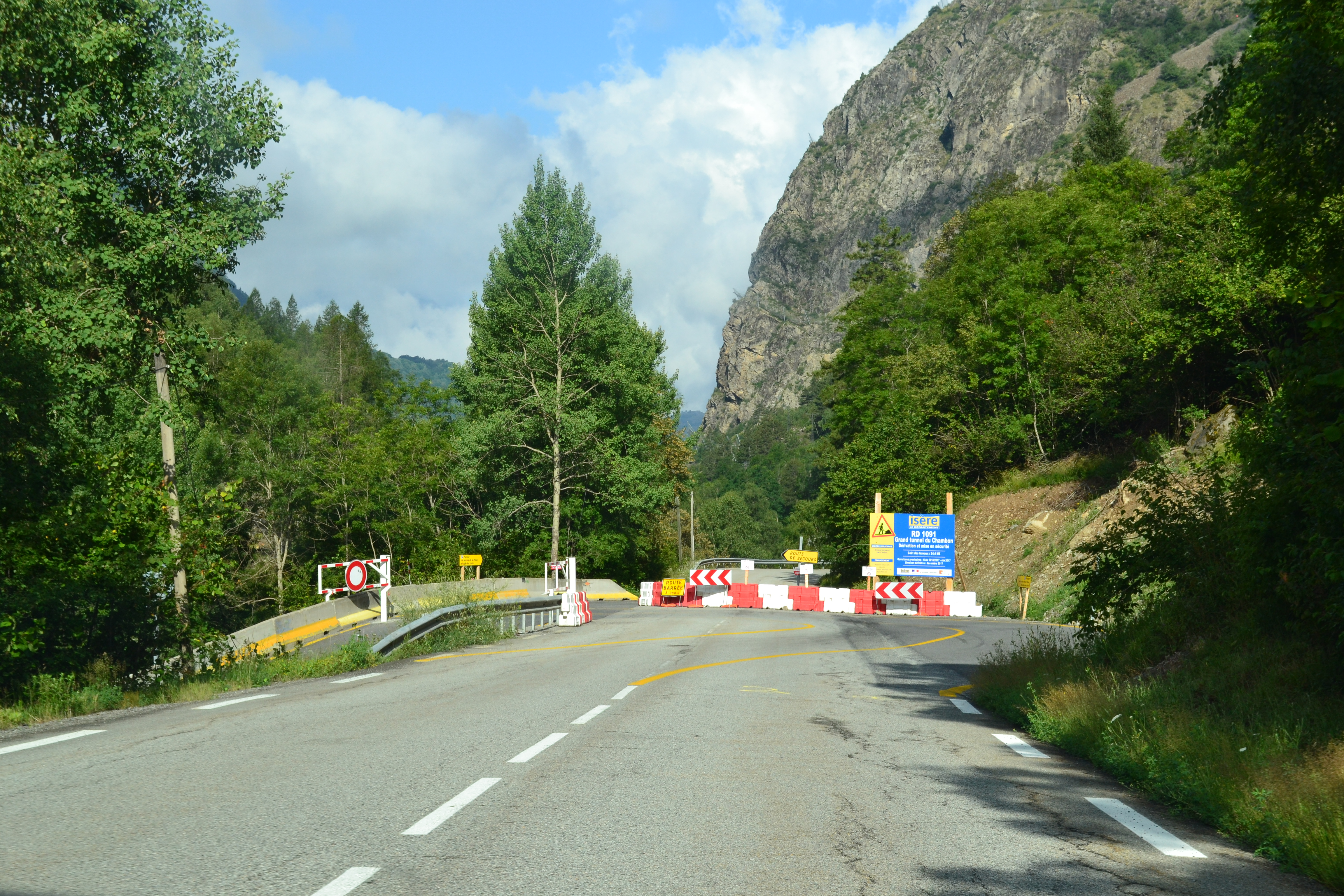
Entrée de la route de secours 1091 côté Hautes-Alpes (vue prise depuis la route départementale 1091).

En novembre 2015, une route de secours (RS 1091) est ouverte sur l'autre rive du lac, sur le tracé d'une piste forestière modifiée, élargie et goudronnée. Cette route étroite de montagne est soumise à des règles de circulation particulières, notamment concernant les gabarits et le tonnage des véhicules qui peuvent l'emprunter ; elle peut être également, comme toute route de montagne, concernée par le risque avalancheux.

#### Percement d'un tunnel de dérivation et réouverture
Les travaux de percement du tunnel de dérivation, conduits par les services du département de l'Isère, ont commencé en mai 2016,. Il est creusé plus profondément dans la montagne et permet d'éviter la zone fragilisée. Encore en travaux, il a été temporairement rouvert du 17 décembre 2016 au 6 mars 2017, afin de permettre le passage des automobiles pour la saison de sports d'hiver, la route de secours étant impraticable pendant cette période. Il a ensuite été fermé pour la poursuite des travaux, puis rouvert du 13 juillet au 21 août, à nouveau fermé après, et enfin définitivement remis en service le 15 décembre 2017.

## Caractéristiques techniques
Le grand tunnel du Chambon tel que réalisé en 1935 a une longueur de 756 m. Il ne comporte qu'une galerie.
En raison des problèmes affectant la structure d'une partie du tunnel en 2015, la création d'une déviation d'une partie du tunnel porte la longueur totale de celui-ci à 966 m. Le tunnel inclut alors les 470 m de son ancienne galerie en partie ouest, auxquels s'ajoutent les 496 m de sa nouvelle galerie en partie est. Le gabarit routier du tunnel est désormais d'une largeur de 6 m et d'une hauteur de 4 m dans sa partie ancienne, et d'une largeur de 6,60 m et d'une hauteur de 4,50 m dans sa partie nouvelle. La pente moyenne au sol est de 0,2 % dans la partie ancienne, et de 1,2 % dans la partie nouvelle. Afin d'assurer la sécurité dans le tunnel, une réserve d'eau est réalisée du côté ouest de celui-ci, et une galerie de secours est aménagée, qui aboutit à l'extérieur de la montagne en partie est, en utilisant une section de l'ancienne galerie fermée.
Le petit tunnel du Chambon étant contourné par la déviation du grand tunnel, aucune circulation ne s'y fait plus depuis avril 2015.

## Cyclisme
Le tunnel du Chambon se trouve sur le tracé de l'ascension du col du Lautaret depuis Le Bourg-d'Oisans, itinéraire très prisé des cyclistes. Plusieurs éditions du Tour de France, mais aussi d'autres courses cyclistes telles que la Marmotte, ont vu les coureurs franchir le tunnel.
Le tracé de la 20e étape du Tour de France 2015, initialement prévu pour passer par le tunnel, est modifié à cause de la fermeture de la route en raison du glissement de terrain, sa réouverture étant impossible avant le déroulement de l'épreuve cycliste,,. Le tracé d'origine reprenait quasiment celui de la 19e étape du Tour de France 2011 : départ de Modane puis passage par le col du Télégraphe, suivi de l'ascension du col du Galibier, gravi cette fois intégralement (l'étape de 2011 passait par le tunnel du Galibier) ; les coureurs seraient ensuite redescendus vers la vallée de l'Oisans après être passés par le col du Lautaret, avant d'atteindre Le Bourg-d'Oisans et de monter vers L'Alpe d'Huez. En conséquence de ce changement de parcours, le souvenir Henri-Desgrange, qui récompense le coureur passé en tête sur le toit du Tour, initialement prévu au col du Galibier (2 642 m), est attribué au col d'Allos (2 250 m), juste avant l’arrivée de la 17e étape à Pra-Loup.